# Daniel Pudil
Daniel Pudil (ur. 27 września 1985 roku w Pradze) – czeski piłkarz występujący na pozycji pomocnika w Sheffield Wednesday.

## Kariera klubowa
Daniel Pudil zawodową karierę rozpoczynał w 2003 roku w klubie Chmel Blšany. W jedenastu meczach strzelił dla niego dwie bramki, po czym latem 2004 roku przeniósł się do Slovana Liberec. W debiutanckim sezonie w nowym zespole Pudil na boisku pojawił się tylko dwanaście razy, jednak w kolejnym sezonie był już podstawowym zawodnikiem swojej drużyny. W sezonie 2005/2006 Pudil odniósł swój pierwszy w karierze sukces - razem ze Slovanem wywalczył mistrzostwo kraju.
Na początku rozgrywek 2007/2008 czeski pomocnik podpisał kontrakt ze Slavią Praga. W jej barwach zadebiutował 15 września 2007 roku w zremisowanym 0:0 pojedynku ligowym z Baníkiem Ostrawa. Swojego pierwszego gola dla Slavii Pudil zdobył 28 września w wygranym 7:1 spotkaniu przeciwko Tescoma Zlín.
W lipcu 2008 roku Pudil został sprzedany za 1,5 miliona euro do belgijskiego Racingu Genk. W Eerste Klasse zadebiutował 17 sierpnia w zremisowanym 1:1 meczu z Germinalem Beerschot Antwerpia. Pierwszego gola dla Genku strzelił natomiast 14 września w wygranym 3:1 wyjazdowym pojedynku przeciwko SV Zulte-Waregem.

## Kariera reprezentacyjna
Pudil ma za sobą występy w młodzieżowych reprezentacjach Czech. Dla drużyny U-19 rozegrał osiem, a dla zespołu U-21 szesnaście meczów. W dorosłej kadrze zadebiutował 7 lutego 2007 roku w zwycięskim 2:0 pojedynku z Belgią. Pierwszą bramkę dla drużyny narodowej strzelił 21 listopada tego samego roku w wygranym 2:0 spotkaniu przeciwko Cyprowi. 14 maja 2008 roku Karel Brückner powołał go do kadry na mistrzostwa Europy. 20 maja poinformowano, że z powodu kontuzji ręki Pudil nie zagra jednak na Euro. W jego miejsce do drużyny powołany został Rudolf Skácel.